# Eboric
Eboric va ser rei dels sueus des del 583 al 584. El 583 succeí el seu pare Miró, i segons Gregori de Tours va signar un tractat amb Leovigild. Se suposa segons aquest el rei sueu seguiria essent vassall del rei visigot. Vers l'any 584 va ser destronat pel seu cunyat Andeca (Odiacca) i tancat en un monestir, es creu que l'aixecament seria una reacció a la política portada per Eboric i el seu pare d'aliança amb el regne visigot. Leovigild va reaccionar, i el 585, i mentre el seu fill Recared portava la guerra contra Borgonya va envair el Regne dels sueus, va devastar la Gal·lècia, i va capturar Andeca. Després de tonsurar-lo, fet que l'inhabilitava per regnar, el va exiliar a Pax Iulia (l'actual Beja). A més a més va aprofitar per destruir les naus borgonyones que realitzaven intercanvis comercials amb els sueus. El tresor real sueu també va ser capturat, i la Gallaecia va passar a ser possessió visigoda. Un cop, Leovigild, va abandonar la regió els sueus es van aixecar i van aclamar com a rei un noble anomenat Malaric. Però la rebel·lió va ser sufocada per les forces visigodes poc després, sense la intervenció reial.